# Stephenville (Canada)
Stephenville è un comune del Canada, situato nella provincia di Terranova e Labrador, nella divisione No. 4.

## Trasporti
- Aeroporto Internazionale di Stephenville